# Augustin Pechlát

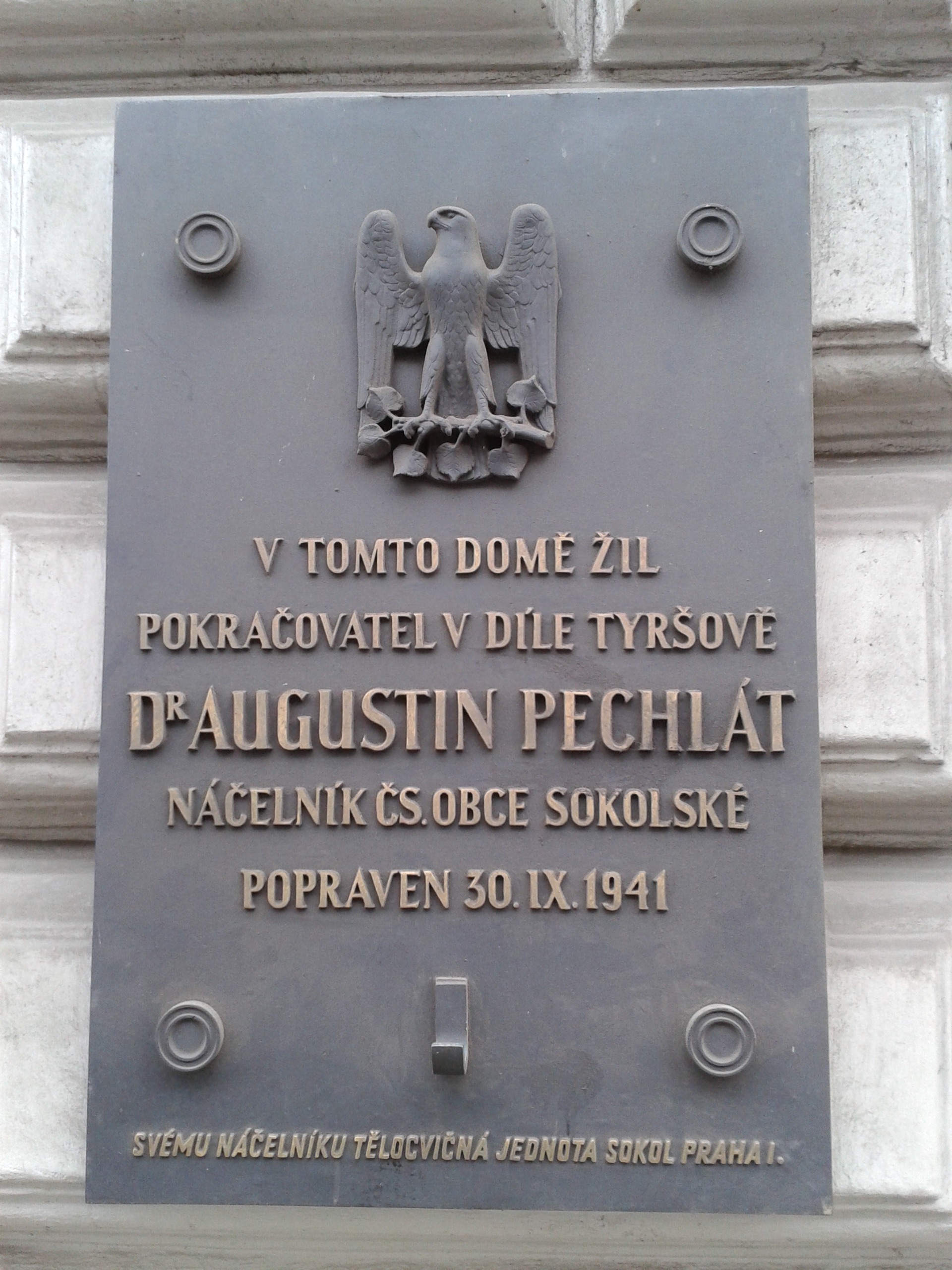
Pamětní deska v Revoluční ulici

Augustin Pechlát (26. srpna 1877 Praha – 30. září 1941 Praha) byl český činovník Sokola, účastník II. odboje, publicista a pedagog.

## Život
Narodil se v rodině kameníka Františka Pechláta (1839–?) a jeho manželky Anny, rozené Kaimlové (1849–?). Byl mladší ze dvou synů.
Dne 24. srpna 1912 se oženil s Terezií Oppermannovou (1884–?). Civilním povoláním byl magistrátní oficiál.
Jako publicista redigoval v letech 1921–1938 časopis Cvičitel a řídil vydávání Tyršových spisů. Na filosofické fakultě Univerzity Karlovy vystudoval psychologii a působil jako profesor tělocviku. Ve své disertační práci z roku 1928 s názvem Psychologie tělesných cvičení vycházel z myšlenek Komenského, Tyrše a dalších a zaměřil se na klasický obsah sokolských cvičení z psychologického hlediska (nejen anatomie či fyziologie, ale i charakter a vůle cvičících).
Od června 1939 byl náčelníkem České obce sokolské a členem Sokolské revoluční rady. Po zákazu Sokola za okupace usiloval o převedení jeho činnosti do ilegality a o spolupráci s vojenskou odbojovou organizací Obrana národa. Byl členem tzv. ilegální pětky, nejvyššího řídícího orgánu sokolského odboje. Zatčen gestapem 3. července 1941 a poté popraven 30. září 1941 v Praze-Ruzyni.
Augustin Pechlát má pamětní desku na domě v Revoluční ulici 1247/26 v Praze 1, kde žil. Jeho jméno nese od roku 1947 ulice v Praze-Radlicích (dříve Husova).

### Publikace
Podle katalogu Národní knihovny je Augustin Pechlát autorem následujících publikací o tělocviku:
- Cvičební vložky pětiminutové, Agathon Heller a Augustin Pechlát, Praha : Česká obec sokolská, 1920
- Skupiny. Část 1, Augustin Pechlát, Praha : J. Springer, 1924, (na ob. 1925)
- Psychologie tělesných cvičení : Disertační práce, předložená v r. 1928 na filosofické fakultě university Karlovy v Praze, PhDr. Augustin Pechlát ; K tisku připravil RNDr. Rudolf Žáček, Praha : Nakladatelství Československé obce sokolské, 1948
- Tyršův sokolský tělocvik : Typ B, A. Pechlát, Praha : Československá Obec Sokolská, 1931
- Tyršův tělocvik I, Cíl, zásady, prostředky, soustava a metoda, A. Pechlát, Praha : Československá obec sokolská, 1932
- Tyršův tělocvik II, Původnost a hodnota jeho podle dnešních názorů, A. Pechlát, Praha : Československá obec sokolská, 1936
- Sokolská cvičební praxe, PhDr. Augustin Pechlát ; Pro tisk uspořádal a doplnil Dr. Rudolf Žáček, Praha : Československá obec sokolská, 1948